# Conquista musulmana de Siria y Palestina
La conquista musulmana de Siria (árabe: الفتح الإسلامي لبلاد الشام) tuvo lugar en la primera mitad del siglo VII, y hace referencia a la región conocida como País de Sham, el Levante mediterráneo o la Gran Siria. Las fuerzas árabe musulmanas ya se habían acercado a las fronteras del sur antes incluso de la muerte del profeta islámico Mahoma en el 632, resultando en la batalla de Mu'tah en el 629, pero la verdadera invasión comenzó en el 634 bajo sus sucesores, los califas Rashidun Abu Bakr y Úmar ibn al-Jattab, con Jálid ibn al-Walid como su líder militar más prominente.
La conquista musulmana de Siria fue rápida dado que la población cristiana de la región practicaba en su mayoría un cristianismo monofisita, corriente combatida por el Imperio Romano de Oriente y el Patriarcado de Constantinopla. Esto produjo mucha opresión en la población de Siria, sobre todo en la aramea, helena y árabe. También la situación de ruina en la que quedó la región tras la conquista de los persas sasánidas y su reconquista por parte de Heraclio provocaron un alza de los impuestos que oprimieron al pueblo, que vio a los árabes musulmanes como libertadores.

## Siria Palestina

El Imperio Sasánida en 620, poco antes del inicio de la expansión musulmana en Siria y Palestina.

La zona de Siria y el Levante mediterráneo habían estado en manos romanas durante siete siglos cuando las primeras fuerzas musulmanas llegaron a la zona, y habían sido invadidas por tropas persas del Imperio Sasánida en repetidas ocasiones durante los siglos III, VI y VII, así como asaltadas por los aliados árabes de los sasánidas, los lájmidas. Durante el dominio romano, tras la toma de Jerusalén en el año 70, toda la región (Judea, Samaria y Galilea) fue oficialmente renombrada como Palaestina y subdividida en las Diócesis I y II. Los romanos también renombraron una zona que cubre el Néguev, el Sinaí y la costa occidental de la Península arábiga como Palaestina Salutoris, ocasionalmente conocida como Palaestina III. Parte de esta zona estaba gobernada por el estado árabe vasallo de los gasánidas. Durante la última de las Guerras Romano-Sasánidas, que dio comienzo en el año 603, el emperador persa Cosroes II consiguió ocupar Siria, Palestina y Egipto durante más de una década antes de verse obligado a firmar la paz en el año 628 como resultado de la Batalla de Nínive. Así pues, poco antes de la conquista musulmana, los romanos (que por aquella época ya habían pasado a llamarse bizantinos) estaban todavía reconstruyendo sus estructuras de poder en la zona, que en determinados lugares habían estado ausentes durante casi dos décadas. Desde un punto de vista político, la región de Siria Palestina constaba de dos provincias: la propia Siria, que se extendía desde Antioquía y Alepo en el norte hasta la parte más septentrional del Mar Muerto, y la provincia de Palestina, que quedaba hacia el oeste y el sur del propio Mar Muerto. Siria era una tierra eminentemente siriaca y helenizada con cierta presencia judía y una población parcialmente árabe, especialmente en las zonas orientales y meridionales. Los siriacos cristianos, judíos y árabes habían estado allí desde tiempos previos a la conquista romana y algunos habían abrazado el cristianismo desde que Constantino el Grande lo legalizara en el siglo IV y trasladara la capital desde Italia hasta Bizancio (renombrada como Constantinopla).
La presencia de árabes en Siria no había tenido mayores consecuencias para el dominio bizantino de la provincia hasta la emigración de la poderosa tribu de los gasánidas desde Yemen, quienes desde entonces gobernaron un reino semiautónomo bajo el paraguas bizantino. La dinastía gasánida se convirtió en una de las dinastías principescas respetadas en el Imperio, con el rey gasánida gobernando sobre los árabes de las tierras de la actual Jordania y del sur de Siria desde su capital en Bosra. El último rey gasánida fue Jabla bin al Aiham, que gobernaba en la zona en el momento en el que las conquistas musulmanas comenzaron. 
El emperador bizantino Heraclio recapturó Siria de manos de los persas y estableció nuevos sistemas defensivos desde Gaza hasta el extremo sur del Mar Muerto. Estas defensas solo estaban concebidas para proteger las líneas de comunicación del ataque esporádico de bandidos, y la gran mayoría de las defensas bizantinas se concentraron en la zona norte de Siria para hacer frente a los enemigos tradicionales del Imperio Bizantino: los persas sasánidas. Por lo tanto, esta disposición defensiva permitió a los musulmanes penetrar en territorio bizantino hasta la propia Gaza antes de encontrarse un ejército regular que se les opusiera. 
El siglo VII fue una época de rápidos cambios militares en el Imperio Bizantino. Si bien es cierto que el Imperio no estaba al borde del colapso cuando se enfrentó a la nueva amenaza llegada desde Arabia, el desgaste sufrido en la reciente guerra romano-sasánida hizo que fracasara por completo a la hora de hacer frente a este nuevo desafío.

## Ascenso del Califato
Mahoma murió en el año 632 y Abu Bakr fue nombrado califa y sucesor político del profeta en Medina. Poco después de tomar el poder, varias tribus árabes se rebelaron contra él en las conocidas como Guerras Ridda o Guerras de Apostasía. La Campaña de la Apostasía comenzó y terminó en el decimoprimer año de la Hégira, con lo que el decimosegundo año dio inicio el 18 de marzo de 633 con una Arabia unida bajo la autoridad central del califa en Medina.
Es difícil saber si Abu Bakr pretendía lanzar una conquista total del Imperio Bizantino, aunque lo cierto es que puso en marcha un proceso histórico que en unas pocas décadas daría lugar a uno de los mayores imperios de la historia. Todo empezó con un enfrentamiento de las fuerzas musulmanas bajo el mando del general Jálid ibn al-Walid contra el Imperio Persa.

## Comienzo de la expedición a Siria

Movimientos del ejército musulmán en el Levante mediterráneo

Tras una serie de exitosas campañas frente a los sasánidas y de la subsiguiente conquista de Irak, Jálid estableció su base de operaciones en dicho territorio. Una serie de choques contra los gasánidas, clientes bizantinos, tuvo lugar mientras todavía duraban los combates contra tropas sasánidas. Tras el llamamiento hecho desde Medina, se reclutaron rápidamente nuevos contingentes tribales de toda la península arábiga. Solamente se excluyó de los ejércitos musulmanes a aquellos que se habían rebelado en las guerras Ridda, condición que duró hasta que en 636, tras las batallas de Yarmuk y al-Qadisiyya, el califa Úmar se vio en la necesidad de recurrir a ellos debido a la escasez de hombres. La tradición de reclutar ejércitos entre los contingentes tribales permaneció intacta hasta ese mismo año, cuando Úmar organizó el ejército como una parte más del Estado. Así pues, Abu Bakr organizó sus tropas en cuatro cuerpos, cada uno de ellos dirigido por su propio comandante y movido por su propio objetivo: 
- Amr ibn al-As dirigió un ejército hacia Palestina, moviéndose a través de la ruta de Eilat y del valle de Aravá.
- Yazid ibn Abi Sufyán dirigió sus tropas hacia Damasco, trasladándolas por la ruta de Tabuk.
- Shurahbil ibn Hasana tenía como objetivo Jordania, y siguió a Yazid por la ruta de Tabuk.
- Abu Ubaidah ibn al-Yarrah se dirigió hacia Emesa (la actual Homs) por la ruta de Tabuk, una vez que Shurahbil hubo pasado.

Dado que no conocía la posición exacta del ejército bizantino, el califa Abu Bakr ordenó que los cuatro cuerpos de su ejército permanecieran en continuo contacto para que pudieran ayudarse mutuamente en caso de que los bizantinos concentrasen sus tropas en un sector determinado. Por si se diese el caso de tener que reagruparse para una gran batalla, Abu Ubaidah fue nombrado comandante en jefe de todo el ejército. En la primera semana de abril de 634, las fuerzas musulmanas empezaron a avanzar desde sus bases a las afueras de Medina. El primero en marchar fue el ejército de Yazid, seguido de Shurahbil, Abu Ubaidah y Amr, cada uno a un día de marcha del siguiente. El califa Abu Bakr caminó durante un breve periodo de tiempo junto a cada comandante, a quienes repitió las mismas palabras: “No seáis duros en la marcha, ni con vosotros mismos ni con vuestro ejército. No seáis severos con vuestros hombres o con vuestros oficiales, a los que deberíais consultar sobre cada asunto. Sed justos y renunciad a la maldad y a la tiranía, ya que ninguna nación injusta prospera ni consigue la victoria sobre sus enemigos. Cuando encontréis al enemigo, no le deis la espalda; ya que todo el que da la espalda, a menos que sea para maniobrar en la batalla o para reagruparse, se gana la ira de Alá. Su morada será el infierno, ¡y qué lugar tan terrible es! Y cuando hayáis logrado la victoria sobre vuestros enemigos, no matéis mujeres o niños o ancianos y no masacréis animales salvo para comerlos. Y no rompáis los pactos que hagáis. Os encontraréis con gentes que viven como ermitaños en monasterios, creyendo que lo han entregado todo por Dios. Dejadlos en paz y no destruyáis sus monasterios. Y encontraréis a otras gentes que son partidarios de Satán y adoradores de la Cruz, que se afeitan el centro de sus cabezas para que podáis ver la piel. Acometedles con vuestras espadas hasta que se sometan al Islam o paguen la yizya. Os encomiendo al cuidado de Alá”.

## Conquistas del califa Abu Bakr

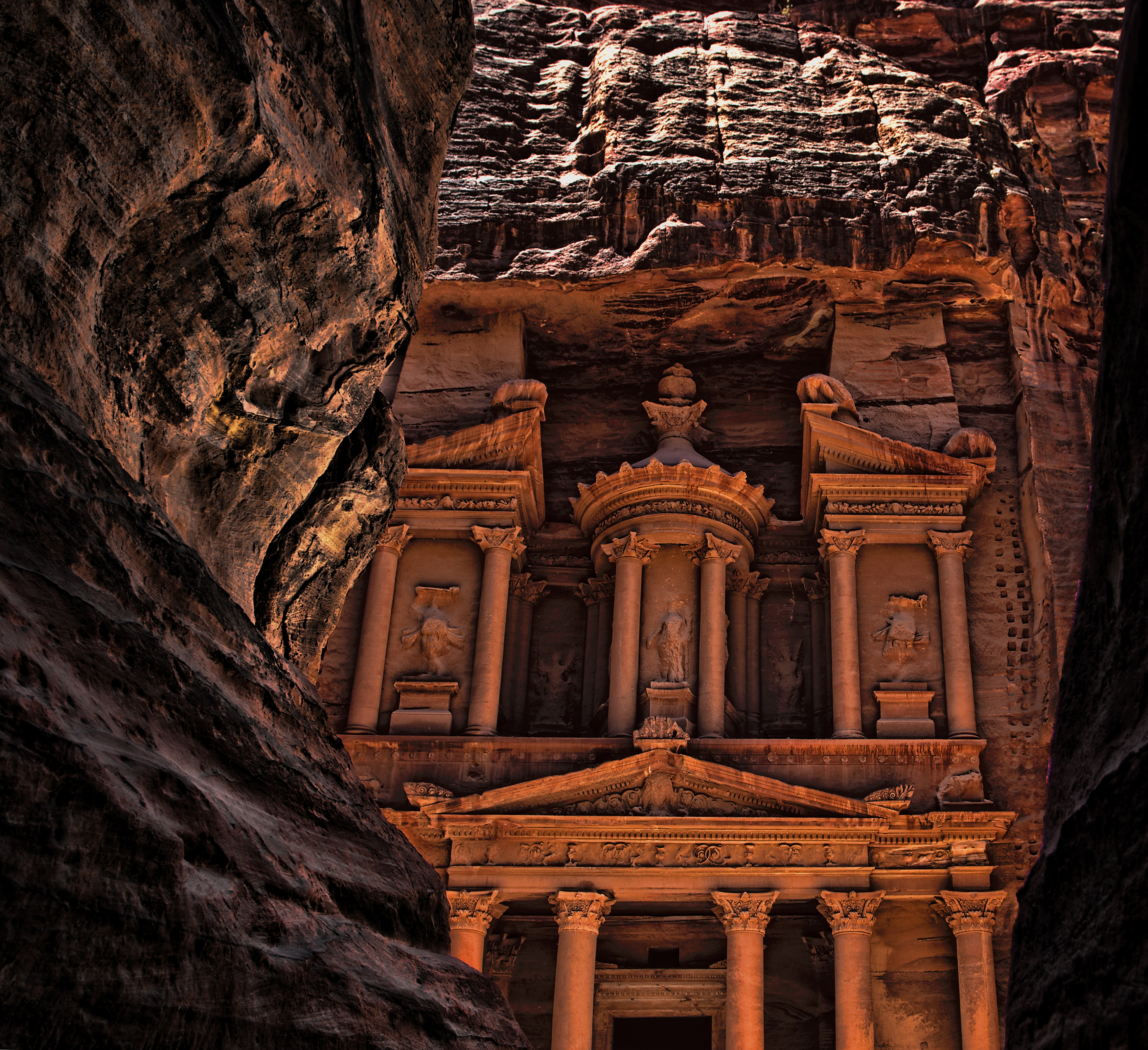
Ruinas de la ciudad de Petra, una de las primeras en rendirse ante el avance musulmán

En ruta hacia su objetivo más allá de Tabuk, el ejército de Yazid estableció contacto con una pequeña fuerza árabe cristiana que se hallaba en retirada de una escaramuza con la fuerza avanzada musulmana, tras lo cual Yazid se dirigió al punto donde el valle de Aravá se une con el extremo sur del Mar Muerto. Ya que la principal línea defensiva bizantina comenzaba en las regiones costeras cercanas a Gaza, Yazid alcanzó el Valle de Aravá casi al mismo tiempo que Amr bin Al-As llegaba a Eilat. Los dos destacamentos avanzados enviados por el ejército bizantino para evitar la entrada de los ejércitos de Yazid y Amr en Palestina fueron fácilmente derrotados, aunque lograron evitar que los ejércitos rashidun alcanzaran sus objetivos previstos. Abu Ubaidah y Shurahbil, por su parte, continuaron con su marcha y para comienzos de mayo de 634 alcanzaron la región entre Bosra y Jabiyah. El emperador Heraclio comenzó a adoptar contramedidas tras recibir información de los movimientos de los ejércitos musulmanes de parte de sus clientes árabes. Siguiendo las órdenes de Heraclio, una serie de fuerzas bizantinas de diversas guarniciones en el norte comenzaron a desplazarse hacia un destino común concertado en Achnadayn. Desde allí podrían enfrentarse al ejército de Amr y maniobrar contra los flancos o la retaguardia del resto de cuerpos del ejército musulmán que se encontraban en Jordania o en el sur de Siria. La dimensión de las fuerzas bizantinas era, según estimaciones aproximadas, de unos 100 000 hombres. Abu Ubaidah informó al califa de las preparaciones bizantinas en la tercera semana de mayo. Como Abu Ubaidah no tenía experiencia como comandante de una fuerza militar en tamañas operaciones, y en especial contra el poderoso ejército bizantino, Abu Bakr decidió enviar a Jálid ibn al-Walid al frente sirio para dirigir el ejército musulmán. Según las crónicas tempranas musulmanas, Abu Bakr dijo: “Por Alá, destruiré a los romanos y a los amigos de Satán con Jálid ibn Al-Walid”.

Mapa de la ruta de Jálid ibn al-Walid en la conquista de Siria

Jálid partió inmediatamente hacia el frente sirio desde Hira, en Irak, a principios de junio de 634 llevando consigo un ejército de unos 8000 hombres. Había dos rutas posibles hacia Siria desde Irak: bien a través de Daumat ul-Jandal, bien por Mesopotamia, atravesando la ciudad de al-Raqa. Dado que los ejércitos musulmanes en Siria estaban desesperadamente necesitados de refuerzos, Jálid evitó la ruta convencional a través de Daumat ul-Jandal, que habría requerido unas valiosas semanas. Jálid también evitó la ruta mesopotámica por la presencia de guarniciones bizantinas en el norte de Siria y Mesopotamia, puesto que no le pareció sensato enfrentarse a ellas en un momento en el que el ejército musulmán estaba siendo flanqueado. Jálid decidió seguir una ruta más rápida hacia Siria: a través del desierto sirio. Hay constancia de que sus soldados marcharon dos días por el desierto sin una sola gota de agua antes de alcanzar un oasis que habían establecido como parada intermedia. De esta manera, Jálid se adentró en el norte de Siria cogiendo al ejército bizantino por su flanco derecho. Según algunos historiadores modernos, esta ingeniosa maniobra estratégica de Jálid fue la que consiguió desmontar las defensas bizantinas en Siria.

### Conquista del sur de Siria
Las ciudades de Ain Tamer, Quraqir, Suwa, Arak y Tadmur (Palmira) fueron las primeras en caer en manos de Jálid. Sukhnah, al-Qaryatayn y Hawarin fueron tomadas tras la batalla de Qarteen y la batalla de Hawarin. Tras conquistar estas ciudades, Jálid se dirigió hacia Damasco a través de un paso de montaña conocido actualmente como Sanita al-Uqab (paso de Uqab) por el nombre del estandarte de las tropas de Jálid. Desde allí se alejó de Damasco para dirigirse a Bosra, la capital del estado de los gasánidas, vasallos del Imperio Bizantino. Ordenó a otros comandantes árabes que concentraran sus ejércitos, todavía cercanos a la frontera siria-árabe, en Bosra. En Maraj-al-Rahab, Jálid consiguió una rápida victoria sobre los gasánidas en la batalla de Marj-al-Rahit. Mientras tanto, Abu Ubaidah ordenó a Shurahbil atacar Bosra, lo cual hizo poniéndola bajo sitio con su pequeño ejército de 4000 hombres. La guarnición bizantina y gasánida, pensando que se trataba de una avanzadilla del principal ejército musulmán, decidió salir y destruir el cuerpo del ejército de Shurahbil. Cuando ya lo habían rodeado por completo llegó Jálid con su guardia de caballería de vanguardia para salvar a Shurahbil. El ejército combinado de Jálid, Shurahbil y Abu Ubaidah pasó entonces a sitiar la ciudad de Bosra, que se rindió hacia mediados de julio de 634, dando fin a la dinastía gasánida. 

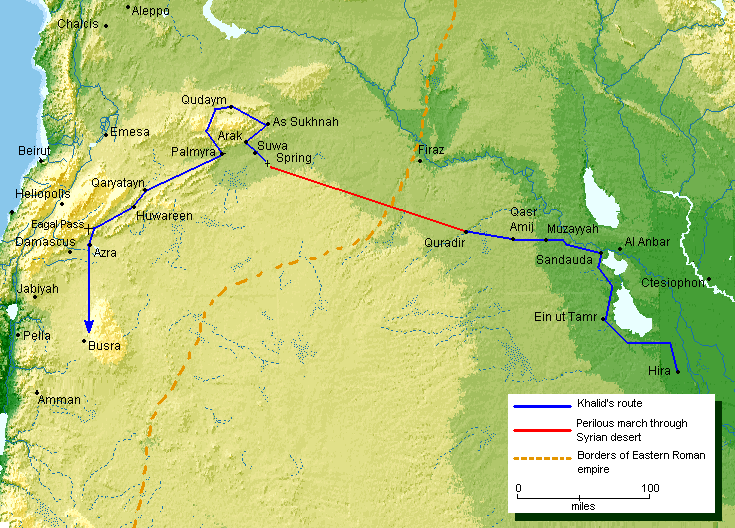
Mapa geográfico que muestra la ruta de Jálid ibn al-Walid en su conquista de Siria

Fue en Bosra donde Jálid tomó de Abu Ubaidah el mando de todos los ejércitos musulmanes, tal y como había decidido el califa. Una enorme cantidad de tropas bizantinas se estaba concentrado en Achnadayn para expulsar a los ejércitos invasores de nuevo hasta el desierto. Las fuentes musulmanas tempranas hablan de un ejército de 90 000 hombres, aunque la mayoría de los historiadores modernos ponen dicha cifran en cuestión, si bien consideran que la batalla que tuvo lugar entonces fue la que quebró el poderío bizantino en Siria. Siguiendo las instrucciones de Jálid, todos los cuerpos del ejército musulmán se concentraron en Achnadayn, donde combatieron en la batalla decisiva contra los bizantinos el 30 de julio de 634. La derrota de los bizantinos en la batalla de Adjnadayn hizo a toda Siria vulnerable a los invasores musulmanes. Jálid decidió capturar la fortaleza bizantina de Damasco, de la que estaba al mando el yerno de Heraclio, Tomás. Tras recibir informes del avance musulmán hacia su ciudad, Tomás se preparó para defenderla. Pidió refuerzos al emperador Heraclio, que se encontraba en Emesa en ese momento, y envió algunas tropas a retrasar o detener el avance de Jálid a fin de conseguir más tiempo para prepararse para el asedio. Uno de estos ejércitos fue derrotado en la batalla de Yaqusa a mediados de agosto de 634, cerca del lago Tiberiades, a unos 145 kilómetros de Damasco. Otro ejército que intentó detener el avance musulmán cayó derrotado en la batalla de Maraj as Saffer el 19 de agosto de 634. Estos enfrentamientos consiguieron retrasar el avance de Jálid y dieron a Tomás suficiente tiempo para preparar el asedio. Además, una serie de refuerzos llegaron a la ciudad enviados por Heraclio tras oír las malas noticias de la derrota de Ajnadyn; el último regimiento enviado por Heraclio no consiguió llegar antes de que Jálid, que había alcanzado Damasco el 20 de agosto, pusiera sitió la ciudad. Para aislar a la ciudad del resto de la región, Jálid colocó destacamentos en la carretera hacia Palestina en el sur y hacia Emesa en el norte, así como muchos otros destacamentos menores en distintas rutas que salían de Damasco. Las fuerzas musulmanas interceptaron y desbandaron el último refuerzo mandado por Heraclio en la Batalla de Sanita-al-Uqab, a 20 millas de Damasco. El ejército de Jálid resistió tres salidas de los soldados bizantinos sitiados intentando romper el sitio antes de atacar y conquistar la ciudad el 18 de septiembre de 634, tras 30 días de asedio, si bien otras fuentes afirman que el sitio duró entre cuatro y seis meses. Tras oír la noticia de la caída de Damasco, Heraclio marchó de Emesa a Antioquía. Se acordó un breve armisticio que permitía a los ciudadanos de Damasco obtener la paz a cambio de un tributo anual y que daba al ejército bizantino tres días para alejarse tanto como pudiera. Tras expirar el plazo, la caballería musulmana al mando de Jálid atacó al ejército bizantino, alcanzándolo usando un atajo desconocido y derrotándolo en la batalla de Maraj-al-Debaj, a unos 300 kilómetros al norte de Damasco, en la que murió Tomás. Abu Bakr había muerto mientras se desarrollaba el sitio de Damasco y Úmar lo había sucedido, lo que trajo consigo el relevo de Jálid ibn al-Walid del mando de los ejércitos musulmanes, sustituido por Abu Ubaidah. Abu Ubaidah recibió la carta con su nombramiento y la destitución de Jálid durante el sitio de Damasco, pero decidió esperar a su finalización antes de anunciarlo públicamente.

## Conquistas del califa Úmar

### Destitución de Jálid como comandante en jefe
El 22 de agosto de 634 murió Abu Bakr, el primer califa, habiendo nombrado su sucesor a Úmar. La primera decisión de Úmar fue relevar a Jálid del puesto de comandante en jefe de los ejércitos musulmanes y nombrar en su lugar a Abu Ubaidah. Después de esto, Jálid juró lealtad al nuevo califa y siguió sirviendo como un comandante más a las órdenes de Abu Ubaidah. Se cuenta que dijo “Si Abu Bakr está muerto y Umar es el califa, entonces nosotros escuchamos y obedecemos”. Tuvo lugar una necesaria aminoración del ritmo de las operaciones militares, dado que Abu Ubaidah realizaba movimientos más lentos y firmes que Jálid. Sin embargo, Abu Ubaidah era un admirador de Jálid y lo hizo comandante de su caballería, confiando plenamente en su consejo durante toda la campaña.

### Conquista del Levante Central

Ruta de los ejércitos musulmanes en su conquista del centro de Siria y el Levante

Poco después de su nombramiento como comandante en jefe de las fuerzas musulmanas, Abu Ubaidah decidió enviar un pequeño destacamento a la feria anual de Abu-al-Quds (la actual Abla, cerca de Zahlé), a unos 50 kilómetros al este de Beirut. Había una guarnición bizantina y árabe-cristiana cerca, pero su tamaño fue erróneamente calculado por los informantes musulmanes y el destacamento se vio rápidamente rodeado por dicha guarnición, y solo la llegada de Jálid evitó su completa destrucción el 15 de octubre de 634 en la conocida como batalla de Abu-al-Quds. De hecho, Jálid regresó con un gran botín de la feria y cientos de prisioneros bizantinos. 
La captura del centro de Siria había supuesto un golpe decisivo al Imperio Bizantino, dado que supuso la interrupción de las comunicaciones entre el norte de Siria y Palestina. Abu Ubaidah decidió marchar hacia Fahl, que se encuentra a unos 150 metros por debajo del nivel del mar, donde se encontraba una gran guarnición bizantina y muchos de los supervivientes de la batalla de Adjnadayn. Este movimiento resultaba crucial para evitar que los bizantinos avanzasen hacia el este y cortasen las líneas de comunicación musulmanas con Arabia. Además, la invasión de Palestina nunca podría llevarse a cabo con esta gran guarnición en la retaguardia. Así pues, los musulmanes decidieron avanzar hacia Fahl con Jálid dirigiendo la vanguardia, pero al llegar descubrieron que toda la llanura había sido inundada por los bizantinos bloqueando el río Jordán. El ejército bizantino fue finalmente derrotado por los musulmanes en la batalla de Fahl, el 23 de enero de 635.

### Conquista de Palestina
Tras la decisiva batalla de Fahl, los cuerpos del ejército de Shurahbil y Amr se adentraron en Palestina para consolidar la conquista del Levante. Beit She’an se rindió tras una pequeña resistencia, a lo que siguió la rendición de Tiberíades en febrero de 635. Tras recibir una detallada información sobre la posición y fuerza de las tropas bizantinas en Palestina, el califa Umar escribió detalladas instrucciones para sus comandantes y ordenó a Yazid que capturase la costa mediterránea. Las tropas de Amr y Shurahbil marcharon hacia la guarnición bizantina más fuerte, en Adjnadayn, y la derrotaron en la Segunda Batalla de Adjnadayn, tras lo cual los dos cuerpos del ejército musulmán se separaron, con Amr encaminándose a capturar Nablus, Imwas, Gaza y Yibna para completar la conquista de Palestina, y Shurahbil dirigiéndose hacia las ciudades costeras de Acre y Tiro. Yazid avanzó desde Damasco para capturar los puertos de Sidón, Arqa, Biblos y Beirut. Para cuando comenzó el año 635, toda Palestina, Jordania y el sur de Siria estaban en manos musulmanas, con la sola excepción de Jerusalén y Cesarea. A las órdenes del califa Umar, Yazid pasó a asediar Cesarea, sitio que fue posteriormente levantado pero que volvería a ejecutarse tras la Batalla de Yarmuk, hasta que finalmente cayera en el año 640.

### Batalla de Emesa y Segunda Batalla de Damasco

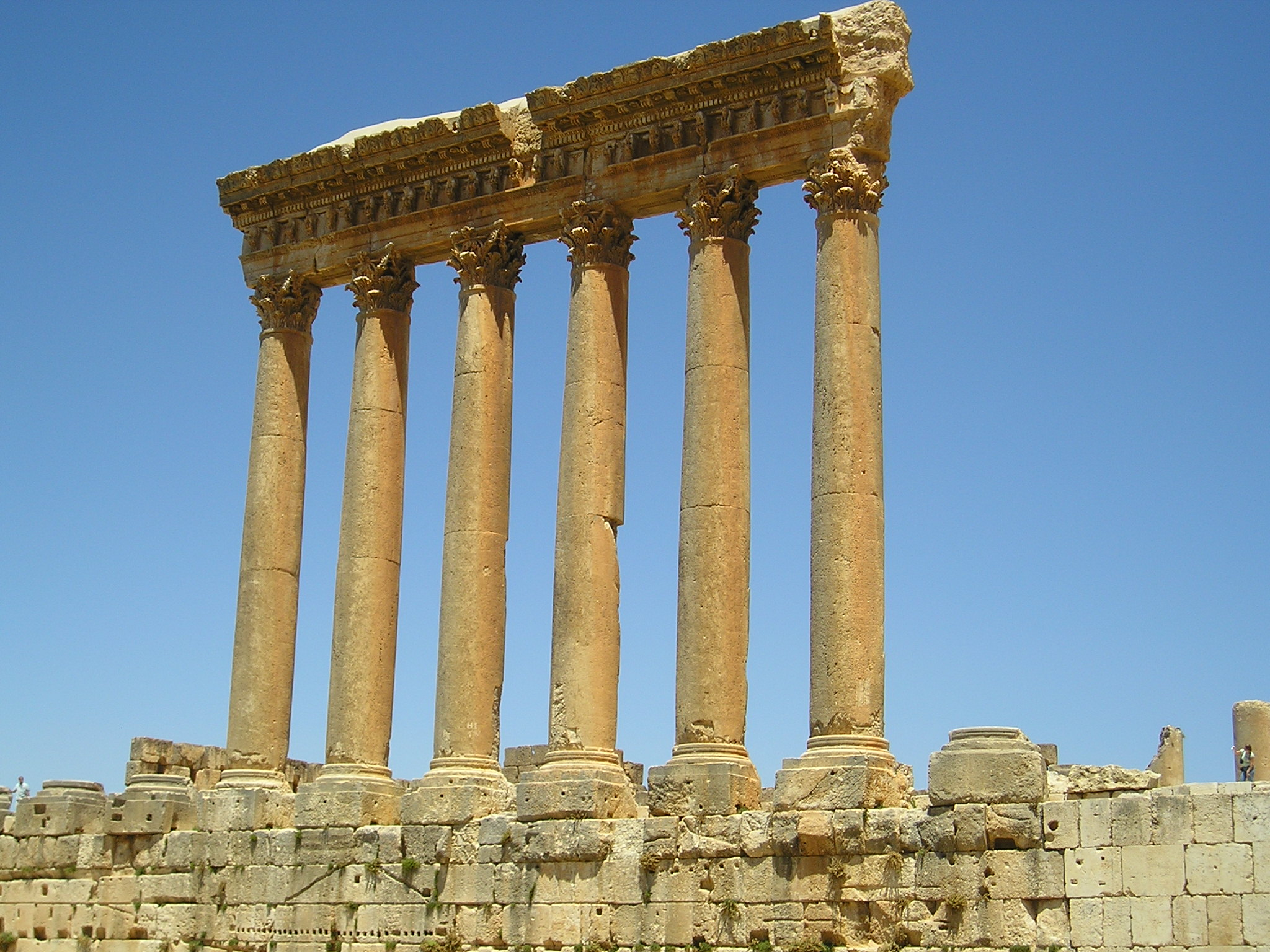
Templo de Júpiter en Heliópolis (Baalbek)

Tras la batalla de Fahl, que resultó ser la clave de la conquista musulmana de Palestina y Jordania, los ejércitos árabes se volvieron a dividir. Los cuerpos del ejército musulmán encabezados por Amr y Shurahbil se dirigieron hacia el sur para completar la conquista de Palestina, mientras que los dirigidos por Abu Ubaidah y Jálid, ligeramente más numerosos, se encaminaron a la conquista del norte de Siria. Ya mientras los musulmanes habían estado ocupados en la Batalla de Fahl, Heraclio había visto la oportunidad de mandar un ejército bajo el mando de su general Theodras a recapturar Damasco, en la que solo quedaba una pequeña guarnición musulmana. Poco después de que Heraclio enviara dicho ejército, los musulmanes vencieron en la batalla de Fahl y se pusieron en camino hacia Emesa. El ejército bizantino se encontró con los musulmanes a medio camino de Emesa, en Maraj al Rome. Durante la noche, Theodras envió a la mitad de su ejército hacia Damasco para lanzar un ataque sorpresa sobre su pequeña guarnición. Los espías de Jálid le informaron de dicho movimiento y, tras pedir permiso a Abu Ubaidah, galopó hacia Damasco con su guardia móvil, un cuerpo de élite de la caballería musulmana. Mientras que Abu Ubaidah luchaba y vencía a los bizantinos en la batalla de Maraj-al-Rome, Jálid se dirigía hacia Damasco, atacando y derrotando a Theodras en la Segunda Batalla de Damasco. Una semana después, el propio Abu Ubaidah marchó hacia Heliópolis (la actual Baalbek), lugar donde se encontraba el gran Templo de Júpiter. Heliópolis se rindió a los musulmanes tras oponer poca resistencia y aceptó pagarles tributos. Entonces Abu Ubaidah envió a Jálid directamente hacia Emesa, por lo que esta ciudad y Chalcis les ofrecieron un acuerdo de paz de un año. Abu Ubaidah aceptó la oferta y, en lugar de invadir los distritos de Emesa y Chalcis, consolidó su dominio sobre las tierras ya conquistadas y capturó Hama y Maarat an-Numan. Tras reclutar considerables ejércitos en Antioquía, Heraclio los envió para reforzar las zonas estratégicamente claves del norte de Siria, como las propias Emesa y Chalcis. Sin embargo, la llegada de las tropas bizantinas violaba el acuerdo de paz firmado, por lo que Abu Ubaidah y Jalid decidieron marchar sobre Emesa. La vanguardia de Jalid se vio momentáneamente detenida por un ejército bizantino al que derrotó sin problemas. Los musulmanes sitiaron Emesa, que caería finalmente en marzo de 636 tras dos meses de asedio. 

### Batalla de Yarmuk

Ruta de los ejércitos musulmán y bizantino antes de la batalla de Yarmuk

Tras la captura de Emesa, los ejércitos musulmanes se dirigieron hacia el norte para completar la captura del resto de Siria. Jalid usó su guardia móvil, que actuaba como un ejército de vanguardia, para saquear el norte de Siria. En Shaizer, Jalid consiguió interceptar un convoy de suministros dirigido a Chalcis. El interrogatorio de los prisioneros le desveló información sobre los ambiciosos planes de Heraclio de reconquistar Siria: le contaron que un ejército de unos 200 000 hombres llegaría pronto para hacerse de nuevo con el territorio. Jalid decidió poner fin de inmediato a sus operaciones de saqueo. 
Las experiencias pasadas habían hecho que Heraclio decidiese evitar ahora una batalla campal con el ejército musulmán. Su plan era enviar refuerzos masivos a todas las grandes ciudades bizantinas, aislar a los distintos cuerpos del ejército musulmán y entonces rodearlos y destruirlos por separado.
Parte de su plan implicaba coordinar sus acciones con las de Yazdgerd III, el rey del Imperio Sasánida que había solicitado una alianza con los bizantinos. Heraclio casó a su hija (según otras tradiciones, su nieta) Manyanh con el propio Yazdgerd III, una vieja tradición romana para reforzar una alianza. Mientras que Heraclio se preparaba para una gran ofensiva en el Levante, se suponía que Yazdgerd montaría un contrataque en Irak en un ataque coordinado que terminaría con el poder de su enemigo común, el califa Umar. Sin embargo, Umar comenzó sus propias negociaciones de paz con Yazdgerd, invitándolo aparentemente a unirse al islam. Para cuando Heraclio lanzó su ofensiva en mayo de 636, Yazdgerd no pudo coordinarse con él y el plan que se esperaba decisivo acabó siendo un fiasco. Mientras Umar ganaba una batalla decisiva contra Heraclio en Yarmuk, Yazdgerd perdió su ejército imperial en la batalla de al-Qadisiyya en noviembre de 636, tres meses después de Yarmouk, poniendo fin al control sasánida en todo el territorio al oeste de Persia. 

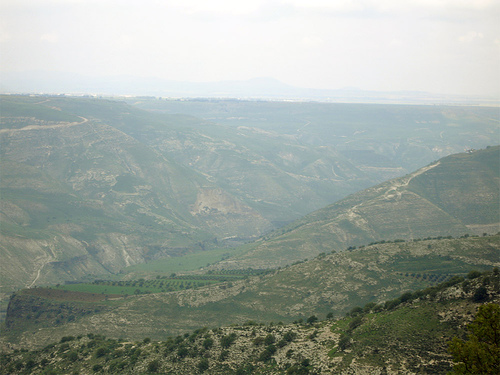
Escenario de la batalla de Yarmuk

Cinco grandes ejércitos bizantinos se lanzaron a la reconquista de Siria en junio de 636. Jalid, que había entendido el plan de Heraclio, temió que los ejércitos musulmanes se viesen aislados y destruidos por separado. Por este motivo, sugirió a Abu Ubaidah en un consejo de guerra reunir a todos los ejércitos musulmanes en un lugar y ofrecer una batalla decisiva a los bizantinos. Abu Ubaidah escuchó el consejo de Jalid y ordenó que todos los ejércitos musulmanes de Siria evacuasen los territorios conquistados y se concentrasen en Jabiya. Esta maniobra de Jalid supuso un serio varapalo para el plan de Heraclio, que deseaba evitar a toda costa enfrentarse en una batalla campal con los musulmanes, quienes en una batalla de este tipo podrían usar su caballería ligera de una manera más efectiva. Desde Jabiya, Abu Ubaidah ordenó a los ejércitos musulmanes replegarse a la llanura del río Yarmuk, precisamente para poder usar de una manera más adecuada su caballería. Cuando los ejércitos musulmanes aún se estaban reuniendo en Yarmuk, Jalid interceptó y desbandó la vanguardia bizantina, lo que aseguraría a los musulmanes una retirada segura de las zonas conquistadas. Las tropas musulmanas se terminaron de concentrar en la llanura de Yarmuk en julio de 636, y una semana o dos después llegaría el ejército bizantino. El comandante en jefe bizantino, Vahan, envió a tropas árabes cristianas del rey gasánida Jabala para comprobar la fuerza de los musulmanes. La guardia móvil de Jalid derrotó a esta fuerza en el que habría de ser el último enfrentamiento antes de la batalla. Durante un mes se llevaron a cabo negociaciones entre ambos ejércitos y el propio Jalid se trasladó hasta el campamento bizantino para encontrarse con Vahan. Mientras tanto, los musulmanes recibieron refuerzos enviados por el califa Umar. Abu Ubaidah transfirió en un consejo de guerra el mando del ejército musulmán a Jalid, que actuaría como comandante en jefe y sería el autor intelectual de los planes para la batalla que aniquilaría al ejército bizantino. Finalmente, el 15 de agosto de 636 comenzó la Batalla de Yarmuk, que duró seis días y terminó en una derrota mayúscula para las fuerzas bizantinas. Esta batalla, junto con las consiguientes acciones musulmanas de consolidación de la victoria, supondrían el fin definitivo del dominio bizantino sobre el Levante.

### Toma de Jerusalén
Con el ejército bizantino derrotado y desbandado, los musulmanes recuperaron rápidamente el territorio que ya habían conquistado con anterioridad a la batalla de Yarmuk. Abu Ubaidah mantuvo una reunión con sus oficiales de más alto rango, incluido Jalid, para decidir sobre las futuras conquistas, y la decisión fue conquistar Jerusalén. El sitio de Jerusalén duró cuatro meses, tras los cuales la ciudad acordó rendirse siempre y cuando lo hiciese ante el califa Umar en persona. Amr sugirió que fuese Jalid quien se hiciese pasar por Umar, dado su gran parecido, pero los sitiados descubrieron la verdadera identidad de Jalid y el califa Umar tuvo que acudir desde Medina a la rendición de Jerusalén en abril del año 637. Tras este gran éxito, los distintos cuerpos del ejército musulmán se volvieron a dividir. Yazid se dirigió hacia Damasco y después conquistó Beirut. Los ejércitos de Amr y Shahabeel se dedicaron a conquistar el resto de Palestina, mientras que Abu Ubaidah y Jalid se pusieron a la cabeza de un ejército de 17.000 hombres y marcharon para completar la conquista del norte de Siria. 

### Conquista del norte de Siria

Ruta de los ejércitos musulmanes en su conquista del norte de Siria y el Levante

Con Emesa ya en manos de los musulmanes, Abu Ubaidah y Jálid se dirigieron hacia Chalcis, el fuerte más importante para los bizantinos desde un punto de vista estratégico ya que les permitía proteger el acceso a Anatolia, a Armenia (la patria de Heraclio) y a Antioquía, la capital de la parte asiática del Imperio Bizantino. Abu Ubaidah mandó a Jálid hacia Chalcis al mando de su guardia móvil, la caballería de élite musulmana. La guarnición estaba formada por soldados griegos y encabezada por Menas, un militar de gran prestigio según las crónicas. Separándose de las tácticas tradicionales bizantinas, Menas decidió enfrentarse a Jálid y destruir a su guardia móvil antes de que el cuerpo principal del ejército llegase. La batalla de Hazir, a 5 kilómetros al este de Chalcis, reflejó de nuevo la gran capacidad militar de Jálid, que fue alabada por el propio califa al afirmar: “Jálid es el verdadero comandante. Que Alá tenga piedad de Abu Bakr. Él juzgó mejor a los hombres de lo que yo lo he hecho”.
Abu Ubaidah no tardó en unirse a Jálid a las puertas del fuerte de Chalcis, que se rendiría en junio de 637 abriendo las puertas a los musulmanes a todo el territorio al norte del propio fuerte. Jálid y Abu Ubaidah continuaron hacia el norte y pusieron sitio a Alepo, que fue capturada en octubre de 637 tras una encarnizada resistencia por parte de la desesperada guarnición bizantina. El siguiente objetivo fue la espléndida ciudad de Antioquía, la capital de la parte oriental del Imperio Bizantino. Antes de ponerle sitio, Jálid y Abu Ubaidah decidieron aislarla de Anatolia, para lo que enviaron destacamentos hacia el norte a fin de eliminar todas las fuerzas bizantinas que encontrasen, capturando a su paso la ciudad fortificada de Azaz, a unos 30 kilómetros al norte de Alepo. Desde allí decidieron atacar Antioquía desde el este, que estaba defendida por muchos de los supervivientes de Yarmuk y de otras campañas musulmanas. Una dura batalla tuvo lugar a 20 kilómetros de la ciudad, conocida como la batalla del Puente de Hierro. Tras la victoria musulmana, los restos del ejército bizantino se retiraron a Antioquía y los musulmanes le pusieron sitio, consiguiendo su rendición el 30 de octubre de 637 bajo la condición de que se diese libertad de paso hasta Constantinopla a todas las tropas bizantinas. Abu Ubaidah mandó a Jálid hacia el norte y se encaminó él mismo hacia el sur, capturando Lazkia, Jabla, Tartús y las zonas costeras al oeste de la cordillera del Antilíbano. Por su parte, Jálid saqueó el territorio al norte de la ciudad, llegando hasta el río Kizilirmak, ya en Anatolia. El emperador Heraclio, que se había trasladado de Antioquía a Edesa poco antes de que llegaran los musulmanes, organizó las defensas de Yazirah y Armenia y partió hacia Constantinopla. En su camino hacia la capital del Imperio logró escapar a duras penas de Jalid, que tras capturar Marash se encaminó en dirección sur hacia Munbij. Heraclio tomó rápidamente un camino de montaña y atravesó las Puertas Cilicias, momento en el que la tradición afirma que dijo: “Un adiós, un largo adiós a Siria, mi hermosa provincia. Tú eres del infiel ahora. Que la paz sea contigo. Oh, Siria, qué hermosa tierra serás para las manos del enemigo.”
Tras la devastadora derrota de Yarmuk, el Imperio Bizantino quedó en situación de extrema vulnerabilidad ante una posible invasión musulmana, y con los exiguos recursos de que disponía, Heraclio ya no estaba en disposición de organizar un regreso militar a Siria. A fin de ganar tiempo para organizar la defensa del resto del Imperio, Heraclio necesitaba que los musulmanes se mantuviesen ocupados en Siria. Así pues, pidió ayuda a los árabes cristianos de Yazirah, quienes reclutaron un gran ejército y se encaminaron hacia Emesa, el cuartel general de Abu Ubaidah. Este retiró todas sus fuerzas del norte de Siria y las dirigió hacia Emesa mientras los cristianos la sitiaban. Aunque Jálid era más proclive a una batalla campal a las afueras del fuerte, Abu Ubaidah derivó el asunto al califa Úmar, quien envió un destacamento de tres ejércitos desde Irak para invadir desde tres puntos Yazirah, la patria de los cristianos invasores. Además, envió un cuarto destacamento hacia Emesa al mando de Qa’qa ibn Amr, un veterano de Yarmuk que había sido enviado a Irak para participar en la batalla de al-Qadisiyyah. El propio Úmar decidió marchar desde Medina al mando de 1000 hombres. Cuando las tropas sitiadoras recibieron la noticia de la invasión de su patria, abandonaron el sitio y se apresuraron en volver a Jazirah. En este punto, Jálid y la guardia móvil salieron del Emesa y destrozaron el ejército árabe-cristiano atacándolo por la retaguardia. Yazirah, la última base del Imperio Bizantino en Oriente Medio, cayó en manos musulmanas ese mismo año, rindiéndose de una manera casi totalmente pacífica y aceptando pagar la yizya. Bajo las órdenes del califa Úmar, Sa‘d ibn Abi Waqqas, comandante del ejército musulmán en Irak, envió un ejército al mando de Iyad ibn Ghanm para conquistar la región entre el Tigris y el Éufrates hasta la ciudad de Urfa, tras lo que completaría la conquista de Yazirah a finales del verano de 638.

### Campañas en Anatolia y Armenia

Mapa de los asaltos y ataques de Jálid ibn al-Walid e Iyad ibn Ghanm en Anatolia

Tras la conquista de Jazirah, Abu Ubaidah envió  Jálid y a Iyad ibn Ghanm (el conquistador de Jazirah) a invadir el territorio bizantino al norte de esta región. Marcharon de manera independiente y conquistaron Edesa, Amida, Malatya y toda Armenia hasta Ararat, tras lo que saquearon el centro y el norte de Anatolia. Heraclio ya había abandonado todos los fuertes entre Antioquía y Tartús para crear una tierra de nadie entre las áreas controladas por los musulmanes y la propia Anatolia. 
El califa Umar decidió detener a sus ejércitos para consolidar todas sus conquistas en Siria, ahora gobernada por Abu Ubaidah, en lugar de proseguir con una campaña que los adentrase en Anatolia. Entre los motivos que pueden explicar esta repentina detención de las campañas de expansión musulmanas está el relevo de Jalid al mando de su ejército (la de Anatolia y Armenia fue su última campaña), así como una sequía y una epidemia que azotaron a las tropas musulmanas.

## Siria y el Levante durante el califato de Uthmán

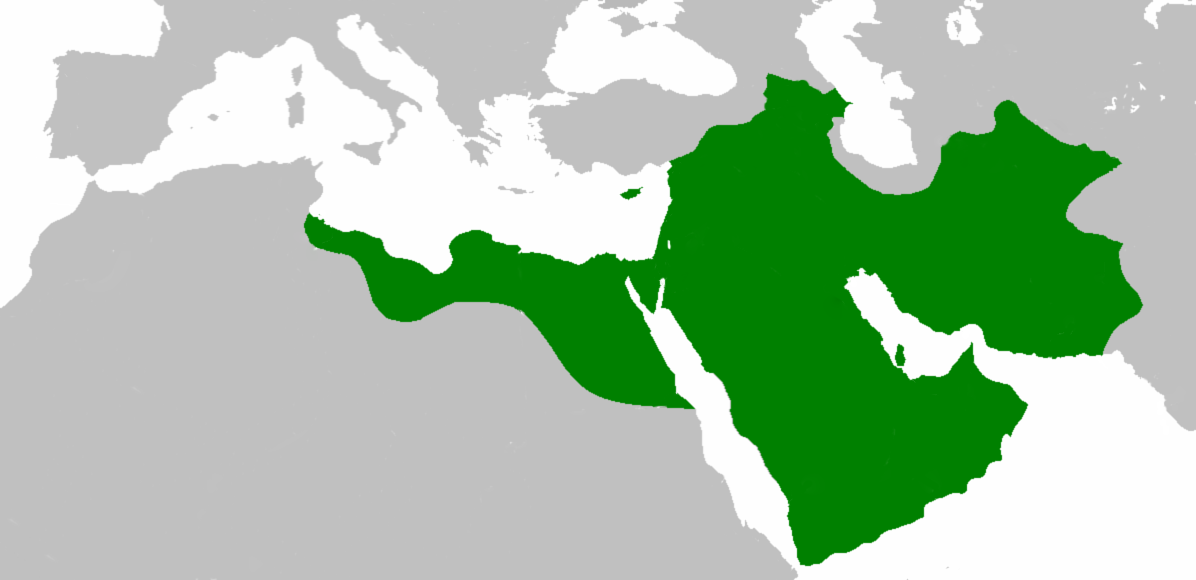
Máxima expansión de los dominios musulmanes bajo el califato de Uthmán

Durante el reino del califa Uthmán, el emperador bizantino Constantino III decidió reconquistar el Levante, territorio que se había perdido durante el reinado del anterior califa, Umar. Se planeó una invasión a gran escala y se envió una gran fuerza para reconquistar Siria. Muawiyah, entonces aún gobernador de Siria, solicitó refuerzos a Uthmán, quien ordenó al gobernador de Kufa que enviase un contingente de tropas, que junto con las fuerzas estacionadas en Siria derrotaron al ejército bizantino en el norte de Siria. 
Uthmán concedió permiso a Muawiya para que construyese una flota, que los musulmanes usaron para conquistar Chipre primero, en 649, y Creta y Rodas después. Los ataques y saqueos de las costas de Anatolia, que tenían una periodicidad casi anual, hicieron que los bizantinos concentrasen sus esfuerzos en repelerlos y dejasen de lado los intentos de reconquistar Siria. En 654-655, Uthmán ordenó la preparación de una expedición para capturar la capital bizantina, Constantinopla, pero debido a la creciente inestabilidad en su reino, que llevaría en último extremo a su asesinato, la expedición se vio retrasada durante décadas y solo se pudo llevar a cabo bajo el mandato de la siguiente dinastía, los Omeyas, resultando además en un fracaso.

## Administración bajo el califato Rashidun
Los nuevos dueños de Siria y el Levante dividieron los territorios en cuatro distritos (yunds): Yund Dimashq (Damasco), Yund Hims, Yund al-Urdunn (Jordania) y Yund Filastin (Palestina), añadiendo con posterioridad un quinto distrito, el Yund Qinnasrin. Las guarniciones árabes se mantuvieron acampadas lejos de las ciudades, de tal modo que la vida diaria de la mayoría de la población siguió casi como de costumbre. Los musulmanes toleraban a los judíos y a los cristianos, a los que denominaban “gentes del libro”. De hecho, los cristianos nestorianos y los jacobitas fueron tratados mejor por los musulmanes que por los propios cristianos bizantinos. Los impuestos establecidos fueron el jarach –un impuesto sobre terratenientes y campesinos de acuerdo con la productividad de sus campos– y la yizya –pagada por los no musulmanes a cambio de la protección del Estado y de la exención de servir en el ejército–. El funcionariado bizantino se mantuvo hasta que se estuvo en condiciones de organizar un nuevo sistema; por lo tanto, el griego siguió siendo el lenguaje de la administración en Siria y el Levante durante más de 50 años después de la conquista musulmana. 

## Ascenso de los Omeyas
Cuando la primera guerra civil entre musulmanes tuvo lugar a consecuencia del asesinato de Uthmar y de la candidatura de Alí como califa, la nueva dinastía de los Omeyas acabó imponiéndose, estableciendo Siria como su centro de operaciones y Damasco como su capital durante el siglo siguiente.